# 外玉山剪股颖
外玉山剪股颖（学名：Agrostis transmorrisonensis）为禾本科剪股颖属下的一个种。

## 扩展阅读
- 維基物種上的相關：外玉山剪股颖